# سيد المختار بن أحمد محمود الإنتشائي الأبييري
سيد المختار بن أحمد محمود بن محمد مختار بن محمد بن غال بن ابابك بن انتشايت الأبييري، المُلقب (مُتَّالْ)(1834-1918) هو عالم دين وفقيه وقاضي، وحافظ، وشاعر موريتاني. وأمّه مريم بنت دادّاه بن المختار بن الهيبة بن أحمد دولة بن ابابك بن انتشايت الأبييري.

## مولده ونشأته
وُلد العالم مُتَّال سنة 1252 هـ الموافق 1834 م، لأبيه العالم أحمد محمود بن محمد مختار المعروف بعلمه وخلُقه وحفظه للقرآن، وأمِّه مريم بنت دادّاه المعروفة بالورع.
نشأ في أحضان والديه، وأقبل عليه خيرة المشايخ يعلمونه، أمثال: خاله الدّاه بن داداه، وعم والدته الشيخ سيديّ والشيخ سيدِ محمد، وغيرهم...

## توليه القضاء
لقد تقلد متال القضاء في مدينة بوتلميت ومكث فيه خمسين سنة، وكان محمود السيرة مرضي القضاء، يقول هارون بن الشيخ سيديا في موسوعته: «مُتَّالْ» هو من خيرة تلاميذ الشيخ سيديا ومن أعلمهم وأقربهم إليه، كان قارئًا مجيدا وعالمًا جليلا وقاضيًا عدلا ومدرسًا ممتازا، تولى القضاء كثيرا ولم ينكث له حكم. ولما احتل الفرنسيون البلاد أقروة قاضيا رسميا لمدينة (بتلميت)، فواصل القضاء بعدل لا يخضع إلا لحكم الشريعة، فكانت أحكامه القضائية وفتاويه نافعة في أمر الفرنسيين في الدواب التي يأخذونها، ويتجاوزون بها المسافة المعينة، وفي كثير من معاملاتهم، مثل: العشر وعشر الحبس والموات إلى غير ذلك، فذاع صيته وتحدث الكل عن عدله في القضاء، يقول أحد الشعراء في ذلك:
هو القاضِي المُوضّحُ كلّ حَقٍّ\\بِفَهمٍ ثاقبٍ حسَنٍ سليمِ
- ويقول آخر:

ومِفتاحَ قُفلِ المُشكلاتِ ومنْ غدَت\\مَراتبُهُ تعلو جَميعَ المراتِبِ
ويَا خيرَ قاضٍ مُقسِطٍ في قَضَائه\\ومُنتَدِبٍ للمَكرُماتِ وَنادِبِ
ومَن إنْ أتَى القاضِي البَليغُ يرُدهُ\\جَهولاً، بمَعروفٍ منَ القول صَائبِ
وَمَنْ عُرْضَةُ النُّزَّالِ فِي كلِّ أزمَةٍ\\إذا ظُنَّ أنَّ العُسرَ ضربَةُ لازِبِ
- ويقول آخر:

- ومنها:

تأوِي إذا نزلتْ بالقومِ نازلةٌ\\إليكَ يا معدنَ الأحكامِ حُكّامُ
لمْ ينقُضُوا منكَ حكماً كانَ منبرِمًا\\وتنقضُ الحكمَ منهُمْ فيهِ إبرامُ
وإذا تتبعنا هذه النصوص بمختلف مصادرها نجدها تعطي الصورة الحقيقية لما يتميز به «مُتَّالْ» من عدل في القضاء والنصوص والشهادات كثيرة في هذا المجال يشهد بذلك الصديق والعدو.
وكما يقال الحق ماشهدت به الأعداء، فهذه شهادة من الحاكم العسكري لمدينة أبي تلميت في تقرير سري كتبه للإدارة الفرنسية في سين لوى سنة 1914م عن الشخصيات العلمية المعروفة في المدينة، وكان يتحدث عن شيخنا بن داداه قال بالحرف الواحد: «أما عمه سيد المختار فقد كان قاضيا لا ينقض حكمه وعالما جليلا كما أنه اشتهر بعدل وورع منقطعي النظير».
ظل مُتَّالْ متقلدا القضاء إلى أن تُوفي سنة 1918م.
فتولى القضاء بعده سيد محمد بن داداه الملقب بالراجل.

## آثاره
ترك العلّامة سيدِ المختار (مُتَّالْ) بعد وفاته الكثير من الآثار والمخطوطات في مكتبته في أبي تلميت، ولا يزال بعضُها هُناك حتى الآن.
كان الشيخ سيدِ المختار (مُتَّالْ) شاعرًا من المُجيدين في عصره، وقد وصفه أحد الشعراء قائلًا:
إلا أنه تخلص من جُل أشعاره باعتبار أن الشعر يُذهب نور العلم ويغلِب عليه، مع ما فيه من مضيعة للوقت.
ونفس النهج نهجه حفيده العالم الجليل أحمد بن الداه بن متال، حيث قام بحرق جميع مؤلفاته الشعرية قبل وفاته خوفًا من أن تبقى بعده.
ومع ذلك فقد عُثِر على بعض أشعارهما، منها قصيدة للشيخ مُتَّالْ يرثي بها خاله الداه بن داداه ومنها:
سكانَ ذي التيليميت اليوم ويْحكمُ\\لما حفرتم ضريحًا حله الداهُ
عن ذي الدُّنَيَّا التي ما إن له أربٌ\\فيها لما يشتهيه اختاره اللهُ
اختاره لنعيم لا نفادَ له\\هو النّعيم الذي قد كان يهواهُ
أمسى على فرش مرفوعة ونَما\\رقٍ تليق به والكاس سقياه
وله قصيدة ارتجالية مشتركة بينه وبين الشيخ سيد محمد بن الشيخ سيدي الملقب «سيدنَ»
وخبرها أنهما كانا في أرض تيرس فرأيا برقا نحو الجنوب حيث يوجد وطنهم الذي غادروه منذ فترة وهما في أشد الشوق والحنين إليه، فأنشد الشيخ سيد محمد صدر بيت من الشعر وأنشد مُتَّالْ عجزه وهكذا يقول سيد محمد الصدر ويقول مُتَّالْ العجز-على غرار ما كان يجري بين الشعراء الجاهليين-وهي كالآتي:
برق يحاكي اقتذاء الطير آونة\\ونبضة العرق في بعض الأحايين
برق أرقت له ليلى فغادرني\\لفرط وجد أسير الهم والهون
أقول إذ شمته وهنا أخاطبه\\دور الميامين ودور الكناوين
سقيا لها أربعا شطت بساكنها\\عن نازح مستهام القلب محزون
أخي اغتراب رمى صرف الزمان به\\بحيث يمكن جمع الضب والنون
ذي لوعة وصل البحر المحيط به\\من بعد سكنى لوى خير الأراضين
شطت به الدار والأوطان نازحة\\بالأهل والدهر ذو صرف وتلوين
سكناه بين أناس جل عقدهم\\بيع الملاقيح أو بيع المضامين

## الثناء على الشيخ، وما قيل فيه
حظِي الشيخ سيدِ المختار (مُتَّالْ) بمحبة الجميع وثنائهم عليه، وقد مدحه كثير من الشعراء بالشعر الفصيح والشعبي، 
ومنها أبيات للشيخ سيديّ بابَ في مشاعرةٍ بينهما، يقول فيها:
وعَن حَلِّهِ فِي خَتمِهِ وارتِحَالهِ\\وإِقرائِهِ القُرآنَ بعدَ اقتِرائِهِ
وإِحيائِهِ اللَّيلَ الطوِيلَ مُواظِبًا\\عَلَى طُهرِهِ فِي صَيفِهِ وشِتَائِهِ
وأَورَادِهِ فِي كُلِّ يومٍ ولَيلَةٍ\\وأحزابِهِ فِي صُبحِهِ ومَسائِهِ
وعَن فقهِهِ في الدينِ والجهلُ فائضٌ\\عَلَى ظَهرِهَا والغَيُّ فِي غُلَوَائِهِ
وإكرامِهُ للجارِ والضَّيفِ جَهدَهُ\\وعِفَّتِهِ فِي عُسرِهِ ومَلائِهِ
وإصلَاحِهِ أمرَ العَشِيرَةِ كُلَّهُ\\وإِعراضِهِ عن  جاهِلٍ فِي جَفائِهِ
وعَن حَمْلهِ للكَلِّ دَأْبًا وعَونِهِ\\إِذا نَابتِ الجُلَّى وحُسنِ غَنَائِهِ
الغَنَاءُ، بِفَتْحِ الْغَيْنِ ممدودٌ\\النفعُ وَالإِجْزاءُ في الأمورِ وكفايَةُ مؤونَتِهَا
وأَكرَمَهُ فِي حَالِهِ ومَآلِه\\ولَقَّاهُ مَا يَرْضَاهُ عِندَ لِقائِهِ
- ومنها قصيدة عبد الله بن محمد حابوس الجَكَنِيُّ، حيث يقول:

لوْ قامَ بالعدْلِكلّ العَدلِ ما بَلغَتْ\\قيامَ ذا السّيّدِ المختارِ أقوامُ
يُزرِي بعِلمِكَ لو ساواهُ علمُهُمُ\\يزرِي بحلمِكِ لوْ ساوتهُ أحلامُ
لقدْ رَضيتَ بِها قِدْماً وقدْ رضيَتْ\\عليكُمُ ، لاَ علَى الحُكامِ ، أحكامُ
أحكامُكمْ لسَقامِ الجهلِ شافيَةٌ\\بهَا إذا حُلّتِ الأحكامُ ، إِحكامُ
تأوِي إذَا نزَلَتْ بالقومِ نَازلةٌ\\إليكَ يا مَعدِنَ الأحكامِ حُكّامُ
ُلمْ ينقُضُوا منكَ حُكماً كانَ مُنبَرِماً\\وتنقضُ الحُكمَ منهُمْ فيهِ إبرام
لم يُبطِلوا منكَ حقّاً كانَ مُلتزَماً\\وتُبطِلُ الحقَّ منهُمْ فيهِ إلزامُ
قدْ شِبتَ مُستَوليَ القضا وشابَ بِهَا\\ما فِي ولايتِهِ ِ عارٌ ولا ذامُ
يخشَى الإلهَ ويَرجُو البرَّ ، تذكرُكمْ\\في كلّ مَا تكتُبُ الأقلامُ أقلامُ
سِيّانِ في حُكمهِ النائيُّ الدنِيُّ ومَنْ\\تُدنيهِ منهُ موَداتٌ وأرحامُ
ولا يبالِي إذا ما اللهُ وفَّقَهُ\\في جانِبِ اللهِ أنْ لامَتهُ لُوّامُ
لوْ رامتِ الرُّومُ أن يدنُو لخُطّتِها\\ما كانَ للرّومِ أن يدنُو لِمَا رامُوا
لوْ يُسلِمُ المسلمونَ اليومَ عِزَّهمُ\\ما  كانَ منهُ لعِزّ الدينِ إسلامُ
قدْ نِلتَ بالسُّؤلِ والسَّومِ المرامَ ولمْ\\ينَل مرامَكَ من سالُوا ومَن سَامُوا
أهلُ المَكارمِ لوْ رامُوا حِيَازةَ مَا\\قدْ كانَ عندَكَ ما حَازُوا ومَا حامُوا
هذِي بُنَيَّةُ فكرٍ في مَدِيحِكمُ\\غرّاءُ خاطبُها قاضٍ وعَلَّامُ
لَا عَيبَ فيهَا سِوَى أنّ الذِي صدَرَتْ\\منهُ ُ لهُ ُ وَطَرٌ تُبدِيهِ أفهامُ
- قال الشاعر الطائع بن محمد حبيب الله بن أحمد من إدَوْكَد شَلَّ مادحا العلامة الشيخ سيد المختار الملقب مُتَّالْ:

لقَدْ سَرَّنِي مِنهُ جَوادٌ مرزَّأٌ\\يَسُرُّ لِوَجهِ اللهِ منْ أَلِفَ الغَمَّا
فلَا زَالَ مُؤْتًى فَرحَةً بَعدَ فَرحَةٍ\\إِلى المَقعَدِ المَأْمُولِ مِن رَبِّهِ الأسْمَى
ولَا زالَ يَسمُو لِلجَمِيلِ مُسَامِيًا\\مُسَامِيهِ فَخرًا فِي الجَميلِ ولَا يُسْمَى
ولَا زالَ أنصَاءُ القبَائلِ وَاطِئًا\\طُلَاهُم بِأَقدَامٍ بهَا وَطِئَ النَّجْمَا
ولَا زالَ مَهدِيًّا إلَى مَغنَمِ العُلَا\\وَنَيلِ المَعالِي بِاقتِرَافِ النَّدَى غُنْمَا
وَلاعَدِمَ التّيسِيرَ فِي المَحلِ وَالرَّخَا\\لِمَا أَمَّ مِنْ عَليَاءَ أَو مَا بِهِ هَمَّا
ولَا زالَ مَغمُومَ الفُؤادِ حَسُودُهُ\\ولَا عَدِمَ الغَمَّ الألِيمَ ولَا الهَمَّا
فيَا لَيتَ أهلَ العلمِ والجُودِ والنَّدَى\\تأسَّوا بهِ جُودًا تأسَّوا بهِ عِلْمَا
أمَا وَعَوِيصَاتِ المَعَانِي وكَنِّهَا\\عن المِلحِ خَبْأَ السِّرِّ ضنَّتْ بهِ كَتْمَا
وَإِيضَاحِهَا فهماً أوَانَ التِبَاسِهَا\\عَلَيهِمْ إِذَا كَلُّوا عَنِ اِدراكِهَا فَهْمَا
لَكانَ الإمَامَ المُرتَضَى لوُضوحِهَا\\يَقِينًا فلَا ظَنًّا تَخافُ ولَا وَهْمَا
وكانَ هُوَ الشيخَ الإمامَ تَقَدُّمًا\\وكَانَ الرَّفِيعَ النَّازِلَ المَنزِلَ الأَسْمَى
وقَدْ كانَ أدْرَى بِالْغَوَامِضِ مِنهُمُ\\وأَهدَى إلَى إتْقانِ إيضاحِهَا حُكْمَا
وَكانَ إذَا ضَلُّوا المَعَانِي جُذَيلَهَا الْ\\مُحَكَّكَ لا شَكًّا يَراهُ ولَا رَجْمَا
لِذَاكَ أَقَرَّتْ فِتْيَةُ الْحَتمِ أنَّهُ\\أصَحُّهُمُ حَتْمًا وَأقواهُمُ حَتْمَا
وأَحسَنُهُمْ خُلقًا وأَجوَدُهُمْ يَدًا\\وأَمضاهُمُ فَهمًا وأوسَعُهُمْ عِلْمَا
إِذا مَا أَبَتْ بِيضُ القَضَايَا نِكاحَهُمْ\\ولَمْ يَستَحِلُّوهَا نِكَاحًا ولَا طَعمَا
أَباحَ بِقَاضِ الفَهمِ مِنهُ نِكاحَها\\فضَاجَعَهَا ضَمًّا وعانَقَهَا لَثْمَا
فلَمْ يَخشَ مِن مَولاهُ فيمَا قَضَى بهِ\\إِذَا مَا قضَا بالحُكمِ لَوْمًا ولَا إِثمَا
إِذا لَمْ تُشَاوِرْهُ القُضَاةُ لدَى القَضَا\\أَضَلُّوا مَنَاهِيجَ الهُدَى والقَضَا جَزْمَا
فَحُقَّ لَهُمْ أَنْ يُذعِنُوا فِي القضَا لَهُ\\وأَن يخضَعُوا كُلَّ الخُضوعِ لهُ هَضمَا
فتىً لا يُبَالِي أينَ أَمسَى تِلادُهُ\\إِذَا هَمَّ بِالمَعرُوفِ أَوْ أَمَّهُ أَمَّا
فمَا أمسَكَتْ إِلَّا الشَّريعَةَ كَفُّهُ\\فمَا كَفُّهُ الإِمسَاكَ تعتَادُهُ قِدْمَا
ومَا قالَ إِلَّا فِي التَّشهُّدِ قَطُّ " لَا "\\ولَولاهُ كانَتْ عِندَهُ لاؤُهُ "نَعْمَا "
ولَا عَزَمَت إِلَّا عَلَى الخَيرِ كَفُّهُ\\ولَا نَقَضَ المَولَى لَهَا ذلِكَ العَزْمَا
بِجَاهِ نَبِيٍّ فَضّلَ اللهُ خَلقَهُ\\عَلَى خَلقِهِ بَدْءاً وفَضَّلَهُ خَتْمَا

## وفاته
تُوفي العالم سيدِ المختار (مُتَّالْ) سنة 1335 هـ الموافق 1918 م، ودُفن في مقبرة البعلاتية في مدينة أبي تلميت في موريتانيا.

## المواجع
- قالب:مواجع